# West Carthage
West Carthage est un village situé dans le comté de Jefferson, dans l'État de New York, aux États-Unis,. En 2010, il comptait une population de 2 012 habitants.

## Démographie
Lors du recensement de 2010, le village comptait une population de 2 012 habitants. Elle est estimée, en 2019, à 1 934 habitants.